# 伊丹元扶
伊丹 元扶（いたみ もとすけ）は、戦国時代の武将。細川氏（京兆家）の家臣。摂津国伊丹城主。

## 生涯
摂津国人・伊丹氏の家系で、はじめ細川政元に仕える。このときに彼から偏諱（｢元｣の字）を受け、初名の雅興（まさおき）から元扶に改名したという。永正4年（1507年）6月に政元が暗殺されたのち、京兆家の家督をめぐる内訌である永正の錯乱が起こると政元の養子の一人である澄元に従っていた。
永正5年（1508年）4月、政元の養子の一人で澄元と家督を争っていた高国が京に侵攻すると、三好之長との反目から丹波国守護代内藤貞正らと共にこれに呼応して京に向かい、澄元、之長らを近江国に駆逐した。永正16年（1519年）11月、澄元と之長らに伊丹城を攻撃され落とされるが、永正17年（1520年）5月に彼らが高国に等持院の戦いで敗北したのちに奪還した。
大永7年（1527年）1月、澄元の遺児六郎を擁する三好勝長、三好政長に呼応した波多野元清、柳本賢治が摂津の諸城を相次いで攻撃した際は、伊丹城に拠ってこれに耐え、桂川原の戦いで高国が三好勢に敗れた後も篭城を続けたが10月に降伏し、以後は三好元長に属した。享禄2年（1529年）8月、同じ三好方の柳本賢治との対立により元長が阿波国へ撤退すると畿内で孤立し、11月21日に柳本賢治に伊丹城を攻められて討死した。
家督は息子とされる国扶が継ぎ、享禄3年（1530年）に高国が京に帰還すると彼に与して、大物崩れで死ぬその日まで味方した。もう一人の息子、千代松（のちの康直）は難を逃れて各地を流浪したのちに駿河国の今川義元の家臣となっている。